# Randkluft

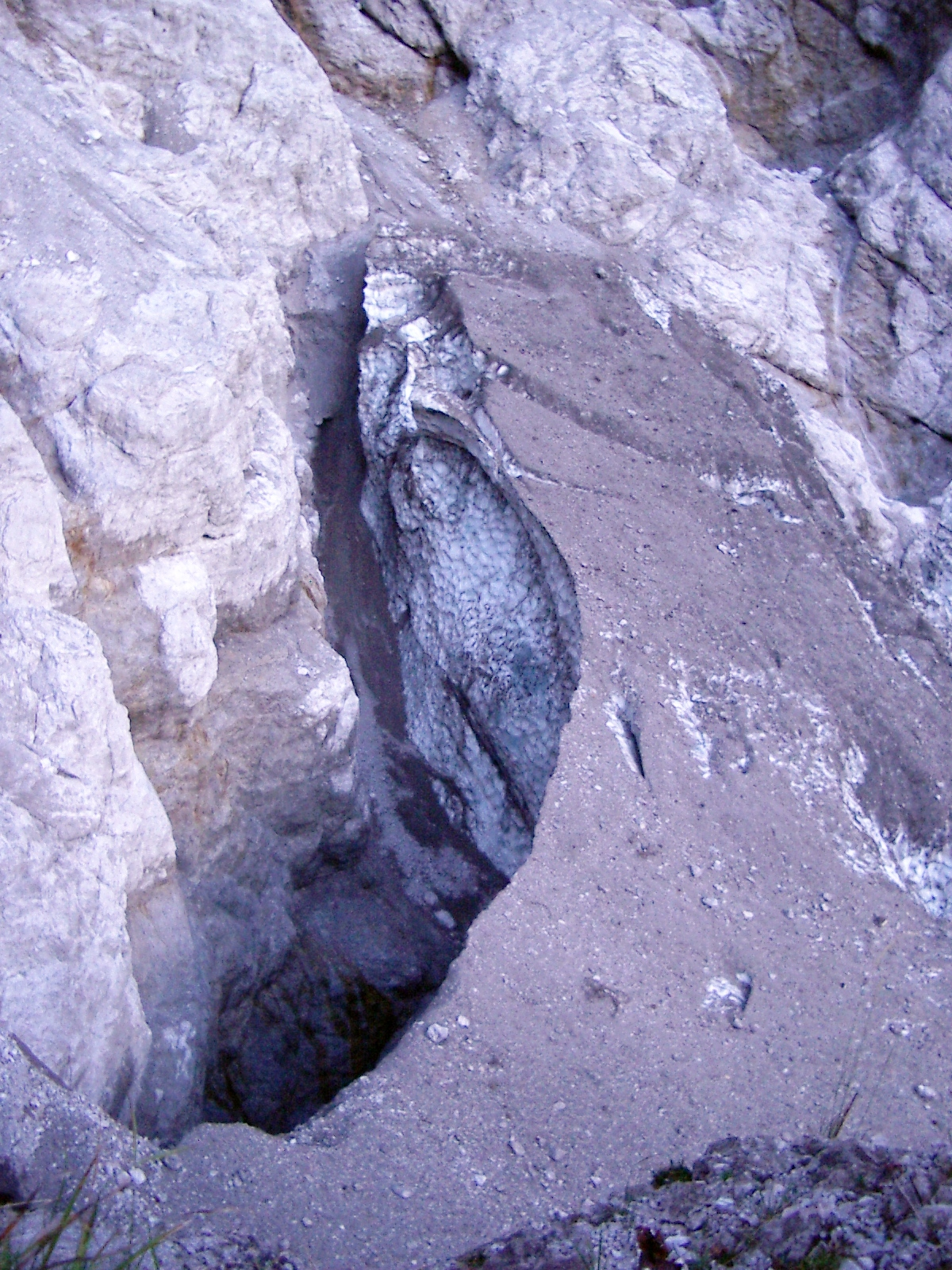
Viele Meter breite Randkluft zwischen der Watzmann-Ostwand und dem Schnee der Eiskapelle

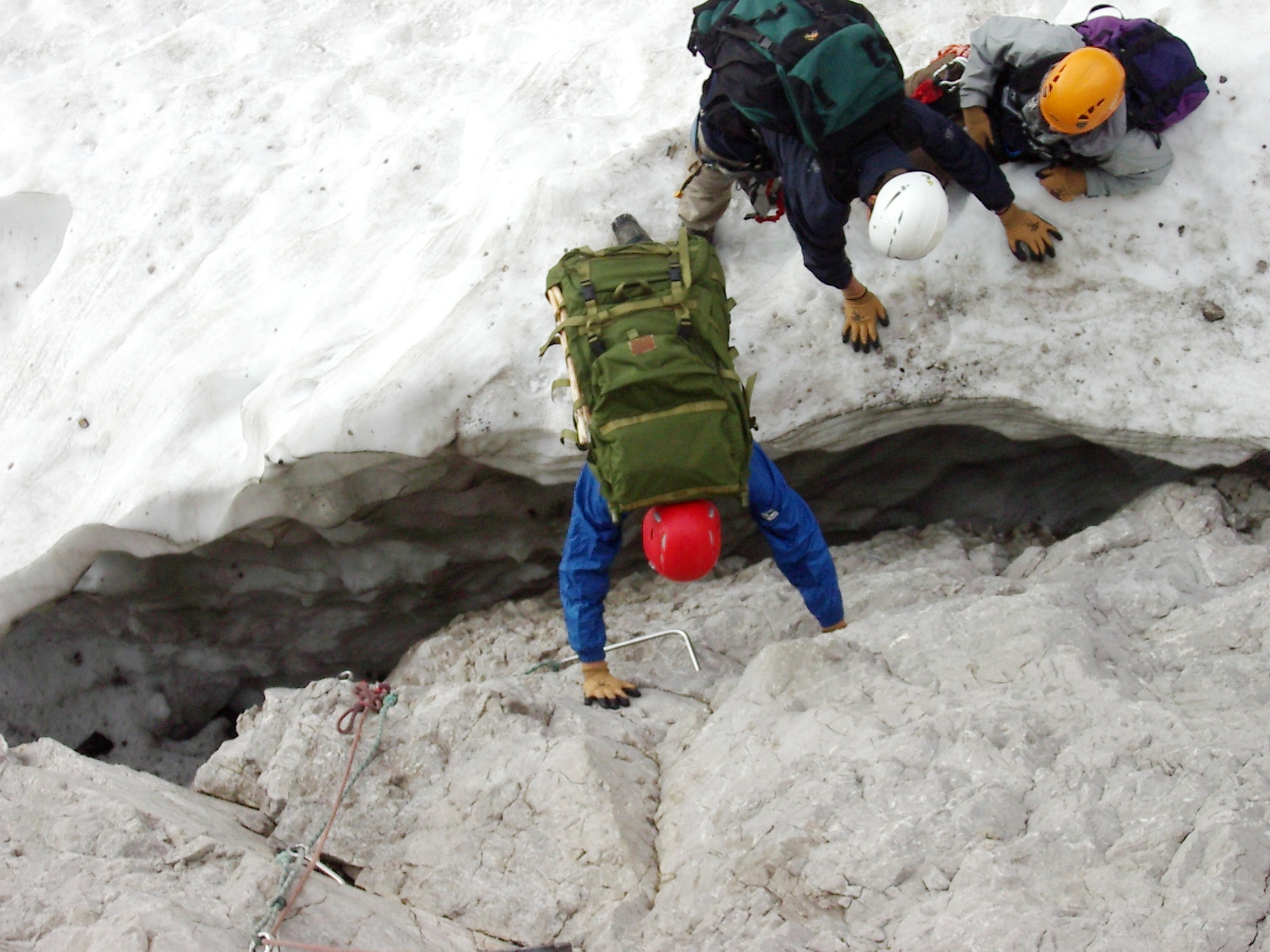
Bergsteiger an der Randkluft des Höllentalferners

Die Randkluft bezeichnet bei einem Gletscher oder Schneefeld den am oberen und seitlichen Rand oft vorhandenen tiefen Spalt zwischen dem Eis und dem abschließenden Fels. Die Randkluft entsteht durch das Abschmelzen des Eises am wärmeren Gestein. Die Randkluft wird daher im Verlauf des Sommers immer breiter und für Bergsteiger dann in der Regel auch schwieriger zu überwinden. Randklüfte finden sich oft an vergleichsweise niedrig gelegenen Gletschern, etwa dem Blaueis in den Berchtesgadener Alpen oder dem Höllentalferner im Wetterstein.
Von der Randkluft zu unterscheiden ist der Bergschrund, der sich bei hoch gelegenen Gletschern an der Stelle bildet, wo dieser durch die Fließbewegung vom am Fels festgefrorenen Eis abreißt.  
Siehe auch: Gletscherspalte